# Delmiro
Delmiro Évora Nascimento, hay Delmiro (sinh ngày 29 tháng 8 năm 1988) là một cầu thủ bóng đá người Cabo Verde thi đấu cho câu lạc bộ Tây Ban Nha Arenas Club de Getxo ở vị trí hậu vệ.

## Sự nghiệp câu lạc bộ
Anh ra mắt chuyên nghiệp tại Giải bóng đá hạng nhất quốc gia Bồ Đào Nha cho União da Madeira vào ngày 11 tháng 8 năm 2013 trong trận đấu trước Desportivo das Aves.

## Cá nhân
Anh là em trai của Vozinha.